# Piney (Arkansas)
Piney é uma Região censo-designada localizada no estado americano de Arkansas, no Condado de Garland.

## Demografia
Segundo o censo americano de 2000, a sua população era de 3 988 habitantes.

## Geografia
De acordo com o United States Census Bureau, a localidade tem uma área de 18,4 km², dos quais 16,9 km² cobertos por terra e 1,5 km² cobertos por água.

## Localidades na vizinhança
O diagrama seguinte representa as localidades num raio de 24 km ao redor de Piney.